# Valle de Hecho
Valle de Hecho (aragónul Val d'Echo) község Spanyolországban, Huesca tartományban. Valle de Hecho Puente la Reina de Jaca, Canal de Berdún, Ansó, Fago, Aragüés del Puerto, Aísa, Jaca és Santa Cilia községekkel határos. Lakosainak száma 798 fő (2024).

## Népesség
A település népessége az utóbbi években az alábbiak szerint változott:
| Lakosok száma | 994  | 984  | 957  | 954  | 937  | 903  | 852  | 822  | 810  | 798  |
|               | 2001 | 2004 | 2007 | 2009 | 2012 | 2014 | 2017 | 2019 | 2022 | 2024 |